# 橋本幸士
橋本 幸士（はしもと こうじ、1973年〈昭和48年〉  - ）は、日本の理論物理学者。素粒子論や機械学習を専門とし、超弦理論や量子重力、学習物理学などに取り組む。2025年7月現在、京都大学大学院理学研究科教授。学術領域研究では「学習物理」の領域代表を務める。著書に『超ひも理論をパパに習ってみた』や『物理学者のすごい思考法』がある。映画『オッペンハイマー』では字幕監修を、『シン・エヴァ』や『シン・ウルトラマン』でも科学監修を務めた。アウトリーチ活動や執筆活動にも取り組み、『小説すばる』では「異次元の視点」を、『kotoba』では「物理学者のすごい日常」を連載した。アートと科学の融合にも挑戦し、「時間高次元小説」も発表した。京都大学博士（理学）。

## 来歴

### 生い立ち、学生時代
1973年（昭和48年）生まれ。大阪育ち。子供の頃はレゴブロックが好きだったという。東大寺学園高等学校出身で、高校時代は『大学への数学』の巻末問題を解いていたという。1991年（平成2年）4月に京都大学理学部へ進学。大学では当初数学を学ぶつもりであったが、数学者の数学が自分に合わないと感じたり、学部2年生時に参加した合宿で引率していた青山秀明から聞いた素粒子物理学や宇宙を表す数式の話に影響を受けたことから、物理学に転向したという。
1995年（平成7年）4月に京都大学大学院理学研究科に進学し、素粒子論研究室に所属。修士課程でジョセフ・ポルチンスキーのDブレーン論文に出会ったという。修士（理学）を取得し、1998年度から1999年度まで「超弦理論における非摂動的ダイナミクスの研究」のテーマで日本学術振興会特別研究員に採択され、2000年（平成12年）3月に博士論文『ブレーンの配位による新しいソリトンの研究』を提出し、京都大学大学院理学研究科を修了して博士（理学）の学位を取得する。

### ポスドク、助手、助教時代
2000年（平成12年）4月から9月まで、京都大学基礎物理学研究所で日本学術振興会特別研究員（PD）。同年10月から翌2001年9月まではカリフォルニア大学サンタバーバラ校の理論物理学研究所でPDを務める。なお、特別研究員（PD）のテーマは「ゲージ理論のダイナミクスを基とする、弦理論の非摂動論的形式の研究」であった。2001年10月、東京大学大学院総合文化研究科（駒場キャンパス）素粒子論研究室の助手に着任。2006年（平成18年）には『Dブレーン ― 超弦理論の高次元物体が描く世界像』を出版。後に助教となり、2007年（平成19年）9月まで務める。

### 理化学研究所研究員時代
2007年（平成19年）10月より理化学研究所（以下、理研）川合理論物理学研究室の研究員（和光市）。酒井忠勝らと核力を超ひも理論で解析し、2009年（平成21年）に論文を発表している。専任研究員を経て、2010年（平成22年）4月より准主任研究員となり、橋本数理物理学研究室を主宰する。英語名は「Mathematical Physics Laboratory」で、仁科加速器研究センターの所属であった。また、研究員会議代表幹事も務めている。
2012年（平成24年）10月より大阪大学大学院理学研究科 物理学専攻の教授に就任するが、理研の橋本数理物理学研究室の准主任研究員も兼任。大阪と和光の間に24時間接続のTV会議システムを導入していた。2013年4月に発足した理研の理論科学連携推進研究グループ（iTHES）には橋本も所属。初田哲男や肥山詠美子らとチームを組み、大阪大学理論科学研究拠点や東京大学カブリ数物連携宇宙研究機構とも連携する体制であった。理研での最終講演会を2015年3月に行っている。
なお、理研で毎年実施される一般公開においてポスターなどで研究紹介しても興味を持ってもらえなかったが、握手した小学生が学校で自慢すると喜んでくれたことから、橋本は「科学を伝えるのではない、まず科学者がいるということを伝える必要がある」と思い至ったと述懐している。橋本の座席を開放したり、普段の普通に研究している研究者や研究室の様子を来場者に見てもらう企画を実施するようになったという。また、研究室には大きな黒板を持ち込んでおり、2012年9月には黒板に数式を書く様子をYouTubeで公開している。

### 大阪大学教授時代
2012年（平成24年）10月より大阪大学大学院理学研究科 物理学専攻教授。2014年（平成26年）にはコロンビア大学で湯川秀樹が使用していた黒板「湯川黒板」を大阪大学理学部に移設した。同大では先導的学際研究機構 量子情報・量子生命研究センターにも所属し、2020年には湯川記念室の委員長も務めている。2015年（平成27年）のAlphaGoをきっかけに、機械学習に興味を持ったといい、2019年（令和元年）には田中章詞や富谷昭夫と共著で『ディープラーニングと物理学』を出版した。また、橋本らが開催する「Deep Learning and Physics」という研究会の活動を元に、編著で『物理学者、機械学習を使う』を出版した。
なお、2015年には『超ひも理論をパパに習ってみた ― 天才物理学者・浪速阪教授の70分講義』 を出版し、翌2016年には大阪大学出版会から漫画版が刊行されている。『小説すばる』ではエッセイ「異次元の視点」を連載し、2016年3月には詩人の谷川俊太郎と対談している、2017年には日本文藝家協会 編集で光村図書出版から出版された『ベスト・エッセイ2017』に、橋本のエッセイ「エスカレーター問題の解」も収録されている。2018年（平成30年）には黒板に数式を書く物理学者役で、パフォーミングアート作品「Every day is a new beginning」に出演。これをきっかけにフランス人作曲家のヤニック・パジェとの交流が始まっている。
また、2013年（平成25年）から「超ひも理論知覚化プロジェクト」に取り組んでおり、映像作家・ビジュアルアーティストの山口崇司や、建築デザイン事務所所属でプログラマーの堂園翔矢、ユニット「ARINARITA LAB」の塚田有那や成田真弥らと連携した。2016年4月にはTwitterで橋本が「時間二次元小説」を発表し、塚田や堂園、建築家の豊田啓介と連携して「時間高次元小説プロジェクト」を東京エレクトロン本社の美術スペースに展示した。また、堂園のプログラムによる動画「時間3次元＋4次元小説」も公開している。
2019年9月にはテレビ朝日の『東野幸治の宇宙科学特捜隊 アインシュタイン先生、世界は“ひも”でできていました！』という番組に専門家として出演。また、映画『GODZILLA 星を喰う者』では「黒板の設定制作・監修」で協力し、パンフレットには瀬下寛之監督との「黒板談議」が掲載されている。2020年度には第8回日経星新一賞で審査員を務めており、2021年（令和3年）2月には連載を中心にブログ記事もまとめた『物理学者のすごい思考法』を出版している。

### 京都大学教授時代
2021年（令和3年）4月より京都大学大学院理学研究科 物理学・宇宙物理学専攻 物理学第二教室 素粒子論研究室 教授。物質・時空基礎論講座の所属で、素粒子論研究室の祖は湯川秀樹である。「学習物理学」を提唱し、2022年度（令和4年度）から学術変革領域研究(A)「「学習物理学」の創成－機械学習と物理学の融合新領域による基礎物理学の変革」の領域代表者を務める。2024年には編著で『学習物理学入門 ― Introduction to machine learning physics』を出版している。
なお『物理学者のすごい思考法』に記した大きいたこ焼きの予想について、2021年7月にYouTuberのラムダ技術部と共著の論文形式で「たこ焼きの半径上限に関して」を発表するとともに、検証動画を公開している。『シン・エヴァンゲリオン劇場版』では科学監修を務め、2022年（令和4年）公開の『シン・ウルトラマン』でも科学監修を担当した。『シン・ウルトラマン』では庵野秀明や樋口真嗣に最新の物理学理論を解説し、物理学者役の有岡大貴の演技指導や映画内の解説文作成も一部担当した。同年9月にはNHK『コズミックフロント』の「相対論vs.量子論事象の地平線と“異次元のダンス”」の回に出演している。
2024年（令和6年）3月から日本で公開された映画『オッペンハイマー』では、字幕の翻訳監修を務めた。橋本は同作について「心が深く、えぐられました」とコメントし、トークイベントでは「科学の兵器転用について自分のなかに内省の意識があり、それに蓋をして生きてきたことに気がつきました」と語っている。また、同年には『物理学者のすごい日常』を出版。同書では寺田寅彦が1922年（大正11年）に考察した電車の混雑具合の周期性に対し、数式で証明を行った。
2025年日本国際博覧会（関西万博）の政府展示「エンタングル・モーメント [量子・海・宇宙]×芸術」では、量子力学や宇宙に関するアート展示とともに、橋本が超ひも理論の式を黒板に書いて展示する企画が8月14日に実施された。

## 人物・エピソード
黒板好きとして知られる。標準理論に関する数式が書かれたTシャツや、素粒子にちなんだ「そりウシTシャツ」、反粒子にちなんだ「はんりうしTシャツ」を着ている。日本シャーロック・ホームズ・クラブ関西支部の会員で、1996年には「『小惑星の力学』の内容」と題した論文を『シャーロック・ホームズ紀要』で発表している。SF好きというが、職業柄ハードSFは読めないという。日本物理学会では『素粒子論研究』編集委員会委員や情報システム運用委員長、理事（広報・国際担当）、量子フェスプログラム委員長を歴任した。
橋本は楽曲の作詞もこなし、2024年には生成AIで論文の「プロモーション楽曲」を生成して公開する試みも実施したという。なお「Every day is a new beginning」で交流を持ったヤニック・パジェに橋本は物理の話をし、素粒子反応と音楽理論の類似性で意気投合したと述懐している。また、ヤニックは核融合反応を楽曲に「翻訳」した「amaterasu」を作曲し、2021年9月にヤニック指揮のもとザ・シンフォニーホールで公演した。さらにヤニックは「量子 x 音楽」の交響曲を作曲し、2022年に初演、2025年6月に日本科学未来館で開催された日本物理学会の「量子フェス」で公演している。

## 主な受賞歴
- 2006年度 - 第一回素粒子メダル奨励賞[89][20][注 12]
- 2007年度 - 第二回素粒子メダル奨励賞[90][21][注 13]

（関連作品の受賞）
- Art Innovation 2019国際会議 京都大学総長賞 - 「Every day is a new beginning」[23]

## 著書

### 単著
- 『Dブレーン ― 超弦理論の高次元物体が描く世界像』 東京大学出版会〈UT Physics 2〉、2006年。ISBN 9784130641012。
  - 英語版 - 『D-brane ― superstrings and new perspective of our world』 Springer、2012年。ISBN 9783642235733（NCID BB08832959）。
- 『超ひも理論をパパに習ってみた ― 天才物理学者・浪速阪教授の70分講義』 講談社、2015年。ISBN 9784061531543。
- 『「宇宙のすべてを支配する数式」をパパに習ってみた ― 天才物理学者・浪速阪教授の70分講義』 講談社、2018年。ISBN 9784061531642。
- 『物理学者のすごい思考法』 集英社インターナショナル〈インターナショナル新書 067〉、2021年。ISBN 9784797680676[91][92]
- 『物理学者のすごい日常』 集英社インターナショナル〈インターナショナル新書 141〉、2024年。ISBN 9784797681413。

### 共著
- 『マンガ超ひも理論をパパに習ってみた ― 天才物理学者・浪速阪教授の70分講義』 橋本幸士 原作、門田英子 漫画、大阪大学出版会、2016年。ISBN 9784872595628。
- 『ディープラーニングと物理学 ― 原理がわかる、応用ができる』 田中章詞、富谷昭夫、橋本幸士 著、講談社サイエンティフィク 編、講談社、2019年。ISBN 9784065162620。
- 『Deep learning and physics』 Akinori Tanaka、Akio Tomiya、Koji Hashimoto 著、Springer〈Mathematical physics studies〉、2021年。ISBN 9789813361072。
  - ペーパーブック版、ISBN 9789813361102（NCID BD09749006）。

### 編著
- 『物理学者、機械学習を使う ― 機械学習・深層学習の物理学への応用』 橋本幸士 編著[注 14]、朝倉書店、2019年。ISBN 9784254131291。
- 『学習物理学入門 ― Introduction to machine learning physics』 橋本幸士 編著[注 15]、朝倉書店、2024年。ISBN 9784254131529。

### 監修・翻訳
（監修）
- 『超ひも理論』 ニュートンプレス〈ニュートン式超図解最強に面白い!!〉、2019年。ISBN 9784315521900。
- 『宇宙のすべての謎を解く超ひも理論とは何か』 ニュートンプレス〈Newton本当に感動するサイエンス超入門!〉、2024年。ISBN 9784315528268。
- 『超ひも理論』 ニュートンプレス〈ニュートン式超図解最強に面白い!! プレミアム〉、2022年。ISBN 9784315526370。
- 『最強に面白い超ひも理論』 ニュートンプレス〈ニュートン超図解新書〉、2024年。ISBN 9784315527988。
- 『感動する物理 ― 想像をこえたおどろきの世界! : 自然現象も身近な不思議もすべては物理が教えてくれる』 ニュートンプレス〈中・高生からの超絵解本〉2024年。ISBN 9784315528015。

（共同監修）
- 『一生ものの教養が身につく厳選の名作142冊』 渡部潤一、橋本幸士、仲野徹、小山信也 監修、ニュートンプレス〈Newtonムック ニュートン別冊 科学名著図鑑 第1巻〉、2022年。ISBN 9784315525564[注 16]。

（監訳）
- 『はじめまして量子力学 ― ふしぎがいっぱいミクロの世界』 シェダード・カイド=サラーフ・フェロン（Sheddad Kaid‐Salah Ferrón）、エドゥアール・アルタリーバ（Eduard Altarriba） 著、すずきまなみ（鈴木真奈美） 訳、化学同人、2020年。ISBN 9784759820584[93]
- 『はじめまして相対性理論 ― 時間ってなに?空間ってなに?』 シェダード・カイド=サラーフ・フェロン、エドゥアール・アルタリーバ 著、さいとうのりこ 訳、化学同人、2020年。ISBN 9784759820591[94]。

## その他著作

### 学位論文
- 橋本幸士『ブレーンの配位による新しいソリトンの研究』京都大学博士学位論文（甲第8145号）、2000年3月23日、英タイトル - New Solitons from Brane Configurations。doi:10.11501/3167097、CRID 1910583860680519936。

### 主な解説・報告
（解説）
- 「D-brane、特にそのEffective ActionとDuality」『素粒子論研究』第94巻第5号、1997年、75-116頁。
- 「交差D-ブレーンの組みかえと宇宙ひも」『日本物理学会誌』第60巻第8号、2005年、645-650頁。
- 「超弦理論の現場で」『日本物理学会誌』第63巻第7号、2008年、542-546頁。
- 「時空の創生：超弦理論から原子核へ1 超弦理論と素粒子」『日本原子力学会誌ATOMOΣ』第52巻第11号、2010年、737-741頁。
- 「時空の創生：超弦理論から原子核へ2 超弦理論と宇宙論：極小素粒子と極大の関係」『日本原子力学会誌ATOMOΣ』第52巻第12号、2010年、791-795頁。
- 「時空の創生：超弦理論から原子核へ3 陽子・中性子＝仮想高次元重力」『日本原子力学会誌ATOMOΣ』第53巻第1号、2011年、31-35頁。
- 「ホログラフィー原理――素粒子分野から拡がる双対性」『日本物理学会誌』第74巻第6号、2019年、352-353頁。
- 「「学習物理学」の創成：AI と物理学の融合研究領域」『日本神経回路学会誌』第32巻第2号、2025年、68-80頁。

（研究会報告）
- 「D-brane in Closed String Field Theory」『素粒子論研究』第96巻第2号、1997年、B64-B68頁。
- 「Multi-pronged String and BPS Saturated Solutions in N=4 SU(N) Super Yang-Mills Theory」『素粒子論研究』第98巻第5号、1999年、E55-E56頁。
- 「Non-Linear Electrodynamics in Curved Background」『素粒子論研究』第102巻第3号、2000年、C29-C30頁。
- 「Born-Infeld Dynamics in Uniform Electric Field」『素粒子論研究』第100巻第4号、2000年、D44-D45頁。
- 「弦理論と時空像の変革・Dブレーン」『素粒子論研究』第115巻第6号、2008年、F14-F35頁。
- 「ホログラフィックQCDにおけるクォーク質量」『素粒子論研究』第117巻第1号、2009年、A83頁。

### その他の寄稿など
（書評）
- 「B. Zwiebach, A First Course in String Theory, Cambridge Univ. Press, Cambridge, 2004」『日本物理学会誌』第60巻第8号、2005年、658頁。

（寄稿）
- 「『小惑星の力学』の内容」『シャーロック・ホームズ紀要』第7巻第1号、1996年5月、14-20頁。
- 「異分野交流は必要か?」『日本物理学会誌』第77巻第3号、2022年、133頁。
- 「物理学者を世に」『物理教育』第71巻第1号、2023年、36-38頁。
- “【量子 x 音楽】なぜ、この組み合わせ？ 誕生秘話”. 量子フェス コラム. 日本物理学会 2025-2027年記念事業. 2025年7月20日(UTC)閲覧。

### 連載
- 「異次元の視点」『小説すばる』[1]。
- 「物理学者のすごい日常」『kotoba』2021年第45号 - 2024年第54号[34]。
- 「物理学者のすごい日記」『kotoba』2024年第56号 - [95]
- 「現代のことば」 『京都新聞』[96][97]